# Jean-Marc de La Sablière
Jean-Marc de La Sablière, född 8 november 1946 i Aten, är en fransk diplomat.
Han tog examen vid École nationale d'administration 1973.
Han har tjänstgjorde som Frankrikes ambassadör i Egypten 1992-1996 och som ambassadör vid Frankrikes permanenta representation vid FN i New York 2002-2007. 
2007–2011 tjänstgjorde han som Frankrikes ambassadör i Rom. 